# Smilax tomentosa
Smilax tomentosa är en enhjärtbladig växtart som beskrevs av Carl Sigismund Kunth. Smilax tomentosa ingår i släktet Smilax och familjen Smilacaceae. Inga underarter finns listade.